# Sematophyllum microcladiellum
Sematophyllum microcladiellum är en bladmossart som beskrevs av Fleischer 1923. Sematophyllum microcladiellum ingår i släktet Sematophyllum och familjen Sematophyllaceae. Inga underarter finns listade i Catalogue of Life.